# تست گلایدرز
تست گلایدرز (انگلیسی: TeST Gliders) یک تولیدکننده‌ی هواگردهای فوق سبک و گلایدر در جمهوری چک است که در برنو‌ واقع شده است.